# DM i landevejscykling 1998
Danmarksmesterskaberne i landevejscykling 1998 blev afholdt 3. og 5. juli 1998 i Lemvig i Jylland (eliteherrer).
| Event           | Guld                 | Sølv              | Bronze                   |
| --------------- | -------------------- | ----------------- | ------------------------ |
| Herrer - Elite  |                      |                   |                          |
| Enkeltstart     | Michael Sandstød     | Peter Meinert     | Michael Steen Nielsen    |
| Linjeløb        | Frank Høj            | Bo Hamburger      | Michael Sandstød         |
| Herrer - U23    |                      |                   |                          |
| Linjeløb        | Bjarke Nielsen       | Jimmy Hansen      | Morten Voss Christiansen |
| Herrer - Junior |                      |                   |                          |
| Enkeltstart     | Thue Houlberg Hansen | Jacob Filipowicz  | Frank W. Hyrsting        |
| Linjeløb        | Lars Frederiksen     | Anders Kristensen | Thomas Oredsson          |
| Damer - Elite   |                      |                   |                          |
| Enkeltstart     | Melina Rasmussen     | Lisbeth Simper    | Sanne Schmidt            |
| Linjeløb        | Rikke Sandhøj        | Lisbeth Simper    | Lotte Schmidt            |